# Châtel-de-Joux
Châtel-de-Joux è un comune francese di 63 abitanti situato nel dipartimento del Giura nella regione della Borgogna-Franca Contea.

## Storia

### Simboli
Lo stemma è stato adottato dal consiglio comunale il 23 gennaio 1998. L'oro e l'azzurro sono i colori della Franca Contea. Il castello (château) fa riferimento alla prima parte del  toponimo; l'albero di abete ha da sempre un importante ruolo nella vita socio-economica del paese.

## Società

### Evoluzione demografica
Abitanti censiti